# Noce dans une famille boyarde
Noce dans une famille boyarde, également appelé La Fête de mariage russe, Une fête de mariage russe du XVIIe siècle et La Fête de mariage des Boyards au XVIe siècle, est un tableau réalisé en 1883 par l'artiste russe Constantin Makovski (1839-1915). Il représente un festin de mariage boyard, où la mariée et le marié sont censés s'embrasser. La mariée a l'air triste et réticente, tandis que la vieille assistante, qui se tient derrière elle, encourage la mariée à embrasser le marié. L'œuvre a remporté une médaille d'or à l'exposition universelle qui s'est tenue à Anvers, en Belgique, en 1885 et est considérée comme l'une des œuvres les plus populaires de Makovski,.

## Contexte

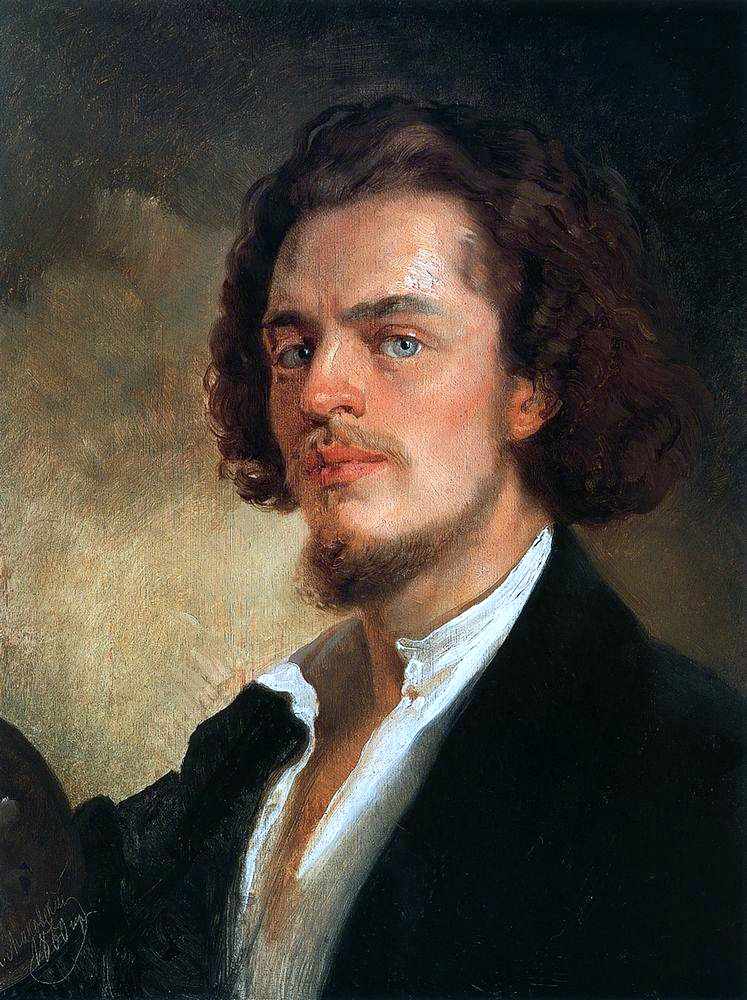
Constantin Makovsky, Autoportrait, 1856

Constantin Makovski est un peintre réaliste russe qui s'oppose aux restrictions académiques. Ses peintures vénèrent les coutumes du vieux monde de la Russie. La Noce dans une famille boyarde est composée comme une scène du XVIIe siècle, représentant l'ancien mode de vie russe, rappelant les souvenirs du passé,,.

## Description
Noce dans une famille boyarde est une peinture à l'huile sur toile mesurant 240 × 390 cm, dont le sujet est une scène populaire située soit au XVIe siècle soit au XVIe siècle. La scène représente une salle d'invités en train de porter un toast à un couple de jeunes mariés. Un toast de mariage traditionnellement offert aux boyards est censé encourager le premier baiser pour rendre le vin plus doux. Le couple se tient en bout de table (à droite), où le marié présente sa femme aux invités du mariage et la voit sans son voile pour la première fois. Elle apparaît timide et pudique alors que les hommes portent un toast pour le premier baiser. À droite du couple, la dame de cérémonie encourage doucement la mariée.
La représentation du mariage par Makovski, un événement social important de la vie des boyards aux XVIe  et  XVIIe siècles, est dramatiquement éclairée. Les invités sont représentés à la table avec, devant eux, des plats et des boissons servis sur de l'argenterie. Un cygne rôti est apporté sur un grand plateau, le dernier plat servi avant que le couple ne se retire dans la chambre. Des détails luxueux tels que des tasses en argent, des vêtements richement brodés et un coffre en ivoire avec un bol en argent, au premier plan, sont représentés. La mariée et les autres femmes portent des kokochniks, une coiffe de femme russe, ornée de perles,,.

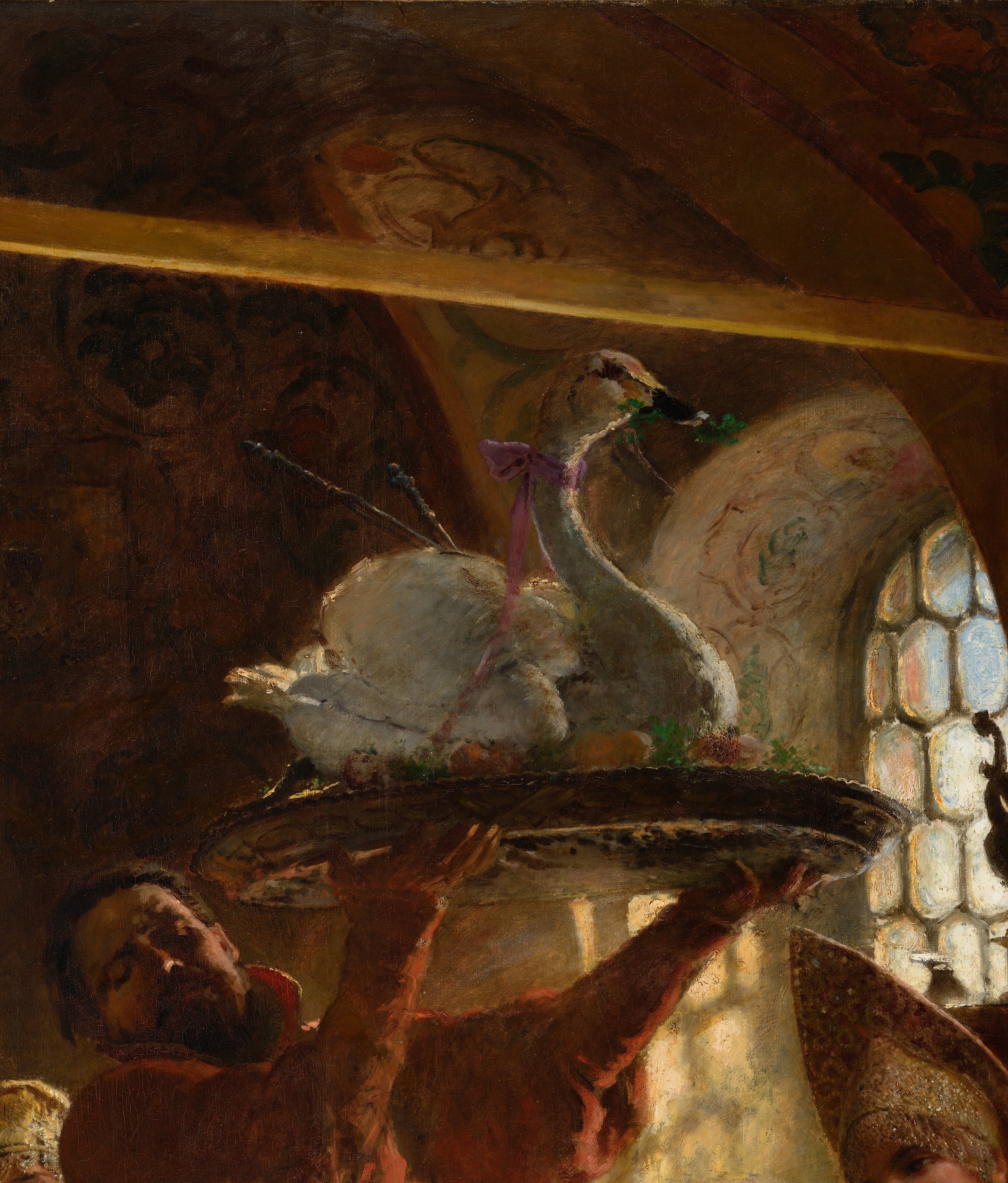
Détail : un cygne porté sur un grand plateau.

## Origine
Gagnant de la médaille d'honneur de 1885 à l'Exposition Universelle d'Anvers (2 mai - 2 novembre 1885), Noce dans une famille boyarde est acheté par le bijoutier et collectionneur d'art américain Charles William Schumann, en août 1885 pour 15 000 $.
Schumann aurait surenchéri sur Alexandre III, empereur de Russie pour obtenir l'œuvre. Le tableau est vendu aux enchères, dans le cadre de la succession de Schumann, le 23 janvier 1936 et vendu pour 2 500 $.
Quelque temps après la vente, Noce dans une famille boyarde entre dans la collection de Robert Ripley, créateur de la collection Ripley's Believe It or Not!. Il est vendu lors de la vente de sa succession, le 26 août 1949 pour 2 200 dollars. 
Le tableau est de nouveau mis en vente, le 18 décembre 1968. Entre 1968 et 1973, le tableau est acquis par Marjorie Merriweather Post. À sa mort, en 1973, la succession de Post fonde le Hillwood Estate, Museum & Gardens et Noce dans une famille boyarde est donné à la collection.

### Articles
- (en) William A. Coffin, « Russian Art », The Mentor, vol. 5, no 19,‎ 1917, p. 1-11. .
- (en) E.N. Keyser, « Russian Art – Its Strength and Its Weakness », Brush and Pencil, vol. 14, no 3,‎ 1904, p. 161-176. .
- (en) Tensard De Wolfe, « Russian Wedding Feast », The Index, vol. 11, no 11,‎ 1904, p. 23. .
- (en) W.D. Moffat, « The Open Letter », The Mentor, vol. 5, no 19,‎ 1917, p. 12. .
- (en) « Russian Art – Konstantin Makovsky », The Mentor, vol. 5, no 19,‎ 1917, p. 537. .
- (en) « Chit-Chat by Cable », Chicago Daily Tribune,‎ c, p. 3. .
- (en) « Telegraphic Brevities », Sacramento Daily Record-Union,‎ 17 décembre 1885, p. 1. .
- (en) « Russian Paintings Sold », The New York Times,‎ 24 janvier 1936, p. 17. .
- (en) « The Unbelievable Life of Robert Ripley », pbs.org,‎ sans. .
- (en) « Ripley Sale Ends Today », The New York Times,‎ 26 août 1949, p. 16. .
- (en) « Special Issue Commemorating the Bicentenary of The Royal Academy (1768–1968) », The Burlington Magazine, vol. 110, no 789,‎ 1968, xix (JSTOR 875780). .

## Source de la traduction
- (en) Cet article est partiellement ou en totalité issu de l’article de Wikipédia en anglais intitulé « A Boyar Wedding Feast » (voir la liste des auteurs).